# Marcello Miani
Marcello Miani, född 5 mars 1984, är en italiensk roddare.
Miani tävlade för Italien vid olympiska sommarspelen 2008 i Peking, där han tillsammans med Elia Luini slutade på 4:e plats i lättvikts-dubbelsculler. Vid olympiska sommarspelen 2012 i London slutade Miani på 12:e plats i lättvikts-fyra utan styrman.
Vid olympiska sommarspelen 2016 i Rio de Janeiro slutade Miani tillsammans med Andrea Micheletti på 8:e plats i lättvikts-dubbelsculler.